# 2002 en gymnastique

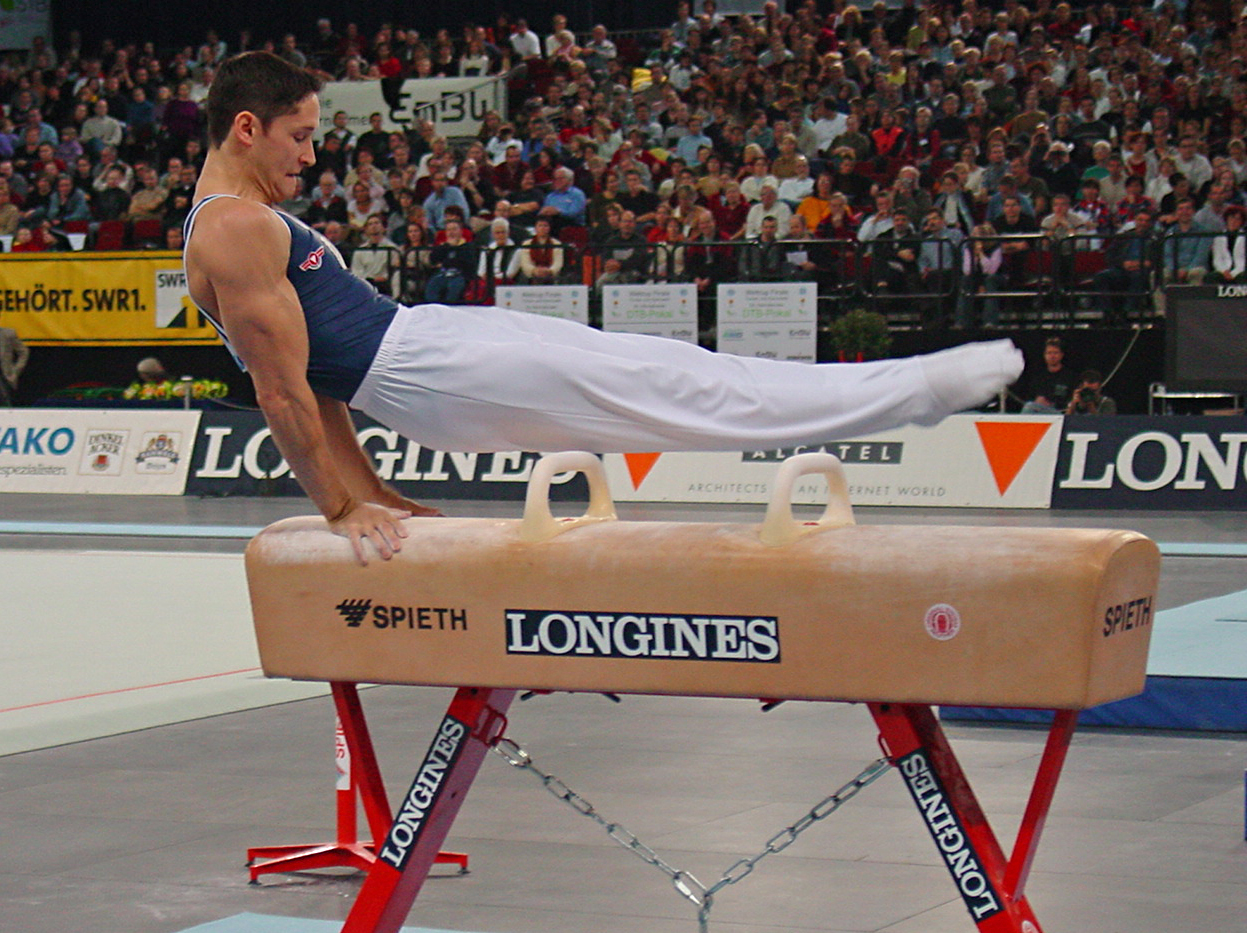
Thomas Zimmerman à la finale de la Coupe du monde en 2002 à Stuttgart.

| Années de la gymnastique : 1999 - 2000 - 2001 - 2002 - 2003 - 2004 - 2005    |
| Décennies de la gymnastique : 1970 - 1980 - 1990 - 2000 - 2010 - 2020 - 2030 |

Les faits marquants de l'année 2002 en gymnastique

## Principaux rendez-vous
- 10-14 juillet : XXVes championnats du monde de gymnastique rythmique à  La Nouvelle-Orléans aux États-Unis.
- 29-31 juillet : 7es Championnats du monde de gymnastique aérobic à Klaipėda en Lituanie.
- 27-29 septembre : 18es Championnats du monde de gymnastique acrobatique à Riesa en Allemagne.
- 12-19 octobre : 6es Championnats d'Afrique de gymnastique artistique à Alger en Algérie.
- 8-10 novembre : 18es Championnats d'Europe de gymnastique rythmique à Grenade en Espagne.
- 20-24 novembre : 36es Championnats du monde de gymnastique artistique à Debrecen en Hongrie.

## Faits marquants
- 15 avril : le Festival Arirang, festival de gymnastique de masse est créé à Pyongyang en Corée du Nord.
- La gymnaste hongroise Ágnes Keleti est inscrite à l'International Gymnastics Hall of Fame.

## Naissances
- 5 janvier : Chen Yile, gymnaste artistique chinoise.
- 18 février : Anastasiia Salos, gymnaste rythmique biélorusse.
- 20 février : Yeo Seo-jeong, gymnaste artistique sud-coréenne.
- 8 mars : Denisa Golgotă, gymnaste artistique roumaine.
- 20 avril : Irina Alekseyeva, gymnaste artistique russe.
- 7 mai : Szabolcs Bátori, gymnaste artistique hongrois.
- 14 mai : Habiba Marzouk, gymnaste rythmique égyptienne.
- 16 juillet : Jessica Castles, gymnaste artistique suédoise.
- 2 août : Léo Saladino, gymnaste artistique français.
- 26 août : Angelina Simakova, gymnaste artistique russe.
- 13 octobre : Martina Basile, gymnaste artistique italienne.
- 24 octobre : Mariam Selim, gymnaste rythmique égyptienne.
- 25 octobre : Noam Patel, gymnaste acrobatique belge.
- 30 octobre : Grace McCallum, gymnaste artistique américaine.
- 7 novembre : Kara Eaker, gymnaste artistique américaine.
- 24 décembre : Polina Orlova, gymnaste rythmique russe.
- Date précise inconnue ou non renseignée :
  - Rodrigue Ahissou, gymnaste aérobic béninois.
  - Massoji Canhanga, trampoliniste angolaise.
  - Asma Ouzid, gymnaste rythmique algérienne.

## Décès
- 24 janvier : Szilveszter Csollány, gymnaste artistique hongrois, né le 13 avril 1970.
- 30 septembre : Germana Malabarba, gymnaste artistique italienne, née le 19 novembre 1913.
- 10 décembre : Julie Schmitt, gymnaste artistique allemande, née le 6 avril 1913.